# أركاس
أركاس هو عملاق غازي خارج المجموعة الشمسية يقع على مسافة تقدر بحوالي 249 سنة ضوئية من الأرض في إتجاة كوكبة الدب الأكبر ويدور حول النجم إنتيركروس .

## خصائص
كتلة الكوكب أركاس الدنيا تعادل 2.7 مرة كتلة كوكب المشتري . تستغرق الفترة المدارية لهذا الكوكب 184 يوم في متوسط مسافة مدارية 0.81 وحدة فلكية.اكتشف الكوكب من قبل ساتو في 19 فبراير 2008.

## التسمية
يسمى النجم المضيف 41 Lyncis (14 الوشق) وهى تسمية فلامستيد للنجم لذلك سمي الكوكب فالبداية 41 Lyncis b ومنح بعد ذلك التسمية HD 81688 b لأن تعين النجم في فهرس درابر HD 81688.
في يوليو 2014 أطلق الاتحاد الفلكي الدولي عملية لمنح أسماء أعلام لبعض الكواكب الخارجية والنجوم التي تستضيفهم. وشملت العملية ترشيح الجمهور والتصويت على الأسماء الجديدة.
في ديسمبر 2015، أعلن الاتحاد الفلكي الدولي عن الاسم الفائز لهذا الكوكب وكان Arkas من الميثولوجيا الإغريقية ابن كاليستو (الذي كان صياد وأصبح ملك أركاديا). قدم الاسم الفائز من قبل نادي أوكاياما الفلكي في اليابان.